# Alexandra Širokovová
Alexandra Širokovová (rusky Александра Григорьевна Широкова; 26. listopadu 1918 – 22. dubna 2003 v Moskvě) byla ruská bohemistka, slavistka, vysokoškolská učitelka a překladatelka.

## Život
Po maturitě přihlásila na Literární fakultu vysoké školy pedagogické v Moskvě. Studovala tam v letech 1937–1941, dělajíc slovanskou jazykovědu. Od roku 1943 působila na Katedře slovanské filologie Moskevské státní univerzity, kde roku 1945 obhájila kandidátskou práci. Doktorát v oboru bohemistika obdržela v roce 1968. O dva roky později se stala profesorem. V letech 1971 až 1991 byla vedoucím katedry slovanské jazykovědy. V roce 1987 získala titul zasloužilý profesor Moskevské univerzity.
Byla čestným doktorem Univerzity Karlovy v Praze. Přeložila do ruštiny knihy Františka Trávníčka, Bohuslava Havránka a jiné.

## Dílo
Je autorem více než sta vědeckých prací.
- Очерки грамматики чешского языка. М., I952.
- Чешский язык. М., 1961.
- Чешский язык: Учебник для I и II курсов. М., 1973 [В соавторстве с Е.Р.Роговской, П.Адамцем, Й.Влчеком].
  - Чешский язык: Учебник для I и II курсов. М., 1988, 2-е издание, испр. и доп..
  - Широкова Ф.Г., Адамец П., Влчек Й., Роговская Е.Р. Чешский язык: Учебник для I и II курсов: Для студентов филол. спец. вузов]. СПб.: Высш. шк., 2003, репринтное издание. ISBN 5-06-001334-0
- Чешский язык. М.. 1990. [В соавторстве с В. Ф. Васильевой, А.Едличкой]
- Сопоставительные исследования грамматики и лексики русского и западнославянских языков / Под ред. – М.: Изд-во Моск. ун-та, 1998. – 326 с. [в соавторстве с Н. Е. Ананьевой, В. Ф. Васильевой, А. И. Изотовым]